# 1922-es magyar férfi vízilabda-bajnokság (első osztály)
Az 1922-es magyar férfi vízilabda-bajnokság a tizenhatodik magyar vízilabda-bajnokság volt. A bajnokságban öt csapat indult el, a csapatok egy kört játszottak.
Ebben az évben rendezték meg először a másodosztályú bajnokságot.

## Tabella
| #  | Csapat          | M | Gy | D | V | G+ | G- | P |
| -- | --------------- | - | -- | - | - | -- | -- | - |
| 1. | Ferencvárosi TC | 4 | 4  | 0 | 0 | 21 | 6  | 8 |
| 2. | III. ker. TVE   | 4 | 3  | 0 | 1 | 24 | 7  | 6 |
| 3. | MAC             | 4 | 2  | 0 | 2 | 9  | 15 | 4 |
| 4. | MAFC            | 4 | 1  | 0 | 3 | 4  | 10 | 2 |
| 5. | Nemzeti SC      | 4 | 0  | 0 | 4 | 2  | 22 | 0 |

* M: Mérkőzés Gy: Győzelem D: Döntetlen V: Vereség G+: Dobott gól G-: Kapott gól P: Pont

## II. osztály
1. VAC 14, 2. BKAC 12, 3. MTK 10, 4. MUE 8, 5. Újpesti TE 4, 6. Óbudai TE 4, 7. BEAC 4, 8. OSC 0 pont

## Vidék
1. Orosházi TK, 2. Rákospalotai UE, 3. Miskolci VSC, 4. Egri TE